# Carl Carlson
Carlton "Carl" Carlson (en algunos episodios en español Carlos Carlín o Carlos Carlson) es un personaje ficticio de la serie animada Los Simpson. Junto con Lenny, Carl no es solamente colega y supervisor de Homer en la planta de energía nuclear de Springfield sino además uno de sus mejores amigos desde la infancia, y como a él mismo le gusta llamarse, "un Lenny urbano". La voz original fue de Hank Azaria, hasta la temporada 32, cuando fue sustituido por Alex Désert. En España está doblado por Juan Antonio Arroyo, en México estaba doblado desde la temporada 5 hasta la 26 por Alejandro Mayén, desde la temporada 27 a la 31 Manuel Campuzano y desde la temporada 32 por Carlos Hernández. 
Carl es budista con un máster académico en física nuclear, fanático de los bolos y de tomar alguna bebida en el Bar de Moe. Tiene tendencias progresistas en términos de política, habiendo descrito al presentador local de televisión Kent Brockman como un "ultraderechista chiflado".[cita requerida] Se ha indicado en algunas ocasiones que tiene familia y que es el supervisor de Homer. Además, en el capítulo The Saga of Carl (de la Temporada 24), Carl es adoptado por una familia islandesa, que tiene una muy mala reputación en su país (esto ya se había mencionado en un episodio anterior cuando, notando la intensa claridad de las luces de la ciudad, dice: "¿Saben qué me recuerda esto? Mi juventud en Islandia").

## Su relación con Lenny
En primera instancia se supone que ambos son solo amigos, pero en varios capítulos su amistad se puso en duda, dando a entender que entre ellos hay algo más. Por ejemplo, en el episodio Half-Decent Proposal Homer y Lenny están en medio de un incendio, cuando se acerca el helicóptero de Artie Ziff para salvarlos, después de que Homer suba al helicóptero tras saber que Marge se quedaba con él, Lenny dice "No se me ha perdido nada en ese helicóptero", Carl aparece y Lenny se sube. En In Marge We Trust Carl menciona que iba a ir a visitar a Lenny para que le presente a su hermosa esposa (en realidad Lenny no estaba casado, fue una mentira de Lenny para hacerse "más importante") esto sugiere que Carl no había visitado la casa de Lenny anteriormente.[cita requerida]
En Half-Decent Proposal Lenny talló una montaña, "durante un maravilloso verano", con la forma de la cabeza de Carl, y la llamó Monte Carlmore. Lenny le muestra a Homer su obra pétrea y cuando Homer le pregunta qué dijo Carl acerca de la cara Lenny contesta: "Nunca hablamos del tema". Durante toda la temporada 16 se ve escenas que inducen a pensar que ambos son homosexuales, sobre todo comentarios de Homer y del jefe Wiggum.[cita requerida]
En el episodio Fraudcast News Lenny publica un periódico con el titular "La verdad acerca de Carl: es grandioso", luego se seca una lágrima y dice: "Esto debía ser dicho". En otro, cuando todos veían en las estrellas sus deseos, Lenny vio la cara de Carl, en cambio este vio su propio rostro, lo que podría dar a entender que Carl no siente lo mismo por Lenny. En Marge and Homer turn a couple play, mientras Lenny y Carl estaban en un partido de béisbol después de ver a Homer y Marge en la "beso-cámara", Lenny le dice a Carl: "¿Te acuerdas de cuando nosotros nos besábamos así...con nuestras respectivas novias?". En el episodio There's Something About Marrying, cuando se casan todos los matrimonios gays, Marge dice "¿feliz?... has casado a todos los matrimonios gays", y Homer dice " ¿En serio?...¿dónde están Lenny y Carl?, Marge responde "¡Déjalos!, tienen que resolverlo solos". En el episodio Ice Cream of Margie (With the Light Blue Hair) las esculturas de Lenny y Carl, hechas por Marge, terminan unidas, y Lenny menciona: "No sé dónde empieza Lenny y termina Carl", a lo que Carl responde: "¿Ves?, con comentarios como esos haces que la gente crea que somos gays", lo que indicaría que ambos son heterosexuales.